# Antoni Martra i Solé
Antoni Martra i Solé (Reus, Baix Camp, 2 de març de 1941 - 6 d'abril de 2021) fou un empresari i dirigent esportiu català.
Martra va ser president de la secció d'hoquei del Reus Deportiu durant tres anys, del 1967 al 1970, en un moment destacat en l'àmbit internacional. També va assumir el càrrec de president de la Federació Espanyola de Patinatge (FEP) durant 10 anys, des del 1994 al 2004, i va actuar com a vicepresident del Comitè Internacional d'Hoquei patins de 1988 a 1992. Precisament, mentre presidia la FEP, aquesta va viure un dels casos més mediàtics de l'hoquei català i estatal dels darrers anys. El 2004 la Federació Catalana de Patinatge (FCP) va aconseguir que la Federació Internacional de Patinatge (FIRS) reconegués l'oficialitat de la FCP per poder competir en campionats mundials i europeus. Aquest cas, conegut com “la crisi de l'hoquei” a Madrid va comportar un daltabaix important al Consell Superior d'Esports, que va obligar a dimitir Martra de la presidència de la FEP. També fou president de la comissió del Centenari del Reus Deportiu a 2009.
Martra també va ser conegut com un empresari important en el sector del transport, on va heretar una empresa familiar. Els seus pares van arribar a ser pioners en el món de les sales de cinema a Reus, ja que comptaven amb una de les primeres que hi va haver a la ciutat. Martra també ha ocupat en l'àmbit religiós de Reus a través de la 'confraria de Nostre Pare Jesús del Calvari, els Natzarens', de la qual va formar part, i fou membre de la junta de govern de l'entitat també per herència familiar. El seu pare havia participat en la fundació de la confraria. Antoni Martra havia deixat el testimoni de la junta de govern anys enrere, però seguia activament implicat a la confraria, de la qual era membre del seu consell permanent.